# Municipalité du district de Joniškis
La municipalité du district de Joniškis (en lituanien : Joniškio rajono savivaldybė) est l'une des soixante municipalités de Lituanie. Son chef-lieu est Joniškis.

## Seniūnijos de la municipalité du district de Joniškis
- Gaižaičių seniūnija (Gaižaičiai)
- Gataučių seniūnija (Gataučiai)
- Joniškio seniūnija (Joniškis)
- Kepalių seniūnija (Kirnaičiai)
- Kriukų seniūnija (Kriukai)
- Rudiškių seniūnija (Rudiškiai)
- Satkūnų seniūnija (Satkūnai)
- Saugėlaukio seniūnija (Bariūnai)
- Skaistgirio seniūnija (Skaistgirys)

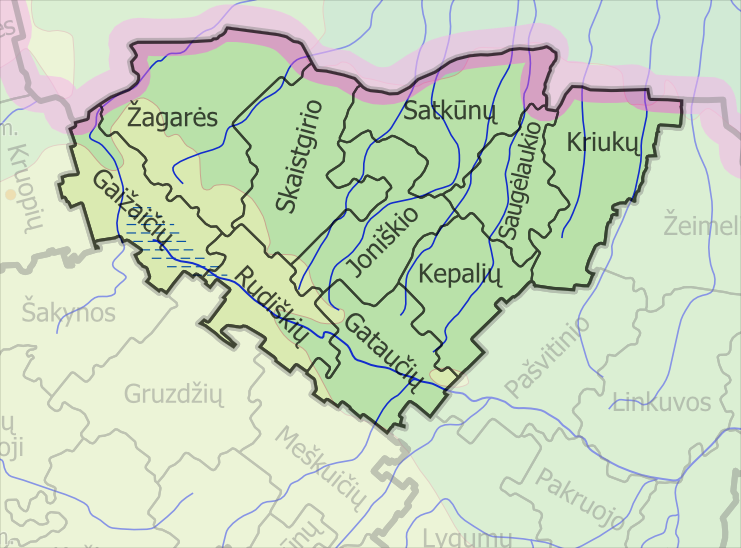
Seniūnijos de la municipalité du district de Joniškis.

- Žagarės seniūnija (Žagarė)